# Vrána rybí
Vrána rybí (Corvus ossifragus) je 36–41 cm velký krkavcovitý pták. 

## Popis
Je celá černá se zelenavým nebo modrozeleným leskem. Velmi se podobá vráně americké, s kterou bývá často zaměňována. Liší se však delším ocasem a kratšími křídly.

## Výskyt
Přednostně se vyskytuje v pobřežních bažinách a močálech na východním pobřeží Spojených států, v rozmezí od Rhode Islandu až po Key West. 

## Potrava
Živí se malými korýši a jinými bezobratlými, rybami, ptačími vejci a mláďaty, malými plazy, různými plody a semeny, v případě, kde jsou v dosahu, požírá i lidské odpadky. 

## Hnízdění
Hnízdo je vysoko na stromě, v jedné snůšce je pak 3-5 bledě modrozelených, hnědě skvrnitých vajec.